# Copa Federació 2015 (tennis)
La Copa Federació 2015 de tennis, coneguda oficialment com a Fed Cup by BNP Paribas 2015, correspon a la 53a edició de la Copa Federació de tennis, la competició nacional de tennis més important en categoria femenina.

## Grup Mundial
| Equips participants | Equips participants | Equips participants | Equips participants |
| ------------------- | ------------------- | ------------------- | ------------------- |
| Alemanya (2)        | Austràlia           | Canadà              | França              |
| Itàlia (3)          | Polònia             | Rússia (4)          | Txèquia (1)         |

### Quadre
|  | Primera ronda 7 - 8 de febrer             | Primera ronda 7 - 8 de febrer         | Primera ronda 7 - 8 de febrer |                                          |           | Semifinals 18 - 19 d'abril | Semifinals 18 - 19 d'abril             | Semifinals 18 - 19 d'abril |   |  | Final 14 - 15 de novembre | Final 14 - 15 de novembre | Final 14 - 15 de novembre |
|  |                                           |                                       |                               |                                          |           |                            |                                        |                            |   |  |                           |                           |                           |
|  | Ciutat del Quebec, Canadà (dura interior) |                                       |                               |                                          |           |                            |                                        |                            |   |  |                           |                           |                           |
|  | 1                                         | Txèquia                               | 4                             |                                          |           |                            |                                        |                            |   |  |                           |                           |                           |
|  | 1                                         | Txèquia                               | 4                             | Ostrava, República Txeca (dura interior) |           |                            |                                        |                            |   |  |                           |                           |                           |
|  |                                           | Canadà                                | 0                             |                                          |           |                            |                                        |                            |   |  |                           |                           |                           |
|  |                                           | Canadà                                | 0                             | 1                                        | Txèquia   | 3                          |                                        |                            |   |  |                           |                           |                           |
|  | Gènova, Itàlia (terra batuda interior)    |                                       |                               | 1                                        | Txèquia   | 3                          |                                        |                            |   |  |                           |                           |                           |
|  |                                           |                                       | França                        | 1                                        |           |                            |                                        |                            |   |  |                           |                           |                           |
|  | 3                                         | Itàlia                                | França                        | 1                                        | 2         |                            |                                        |                            |   |  |                           |                           |                           |
|  | 3                                         | Itàlia                                |                               |                                          | 2         |                            | Praga, República Txeca (dura interior) |                            |   |  |                           |                           |                           |
|  |                                           | França                                | 3                             |                                          |           |                            |                                        |                            |   |  |                           |                           |                           |
|  |                                           |                                       |                               |                                          |           |                            | 1                                      | Txèquia                    | 3 |  |                           |                           |                           |
|  | Cracòvia, Polònia (dura interior)         |                                       |                               |                                          |           |                            | 1                                      | Txèquia                    | 3 |  |                           |                           |                           |
|  |                                           | 4                                     | Rússia                        | 2                                        |           |                            |                                        |                            |   |  |                           |                           |                           |
|  |                                           | 4                                     | Rússia                        | 2                                        | Polònia   | 0                          |                                        |                            |   |  |                           |                           |                           |
|  |                                           | Sotxi, Rússia (terra batuda interior) |                               |                                          | Polònia   | 0                          |                                        |                            |   |  |                           |                           |                           |
|  | 4                                         | Rússia                                | 4                             |                                          |           |                            |                                        |                            |   |  |                           |                           |                           |
|  | 4                                         | Rússia                                | 4                             |                                          | 4         | Rússia                     | 3                                      |                            |   |  |                           |                           |                           |
|  | Stuttgart, Alemanya (dura interior)       |                                       |                               |                                          | 4         | Rússia                     | 3                                      |                            |   |  |                           |                           |                           |
|  |                                           | 2                                     | Alemanya                      | 2                                        |           |                            |                                        |                            |   |  |                           |                           |                           |
|  |                                           | 2                                     | Alemanya                      | 2                                        | Austràlia | 4                          |                                        |                            |   |  |                           |                           |                           |
|  |                                           |                                       |                               |                                          | Austràlia | 4                          |                                        |                            |   |  |                           |                           |                           |
|  | 2                                         | Alemanya                              | 1                             |                                          |           |                            |                                        |                            |   |  |                           |                           |                           |

## Play-off del Grup Mundial
Els partits del Play-off del Grup Mundial es van disputar el 18 i 19 d'abril de 2015 i hi van participar els quatre equips perdedors de la primera ronda del Grup Mundial contra els quatre equips guanyadors del Grup Mundial II. L'elecció dels caps de sèrie es va basar en el rànquing de la Copa Federació.
| Seu (superfície)                                                          | Equip local   | Resultat | Equip visitant |
| ------------------------------------------------------------------------- | ------------- | -------- | -------------- |
| Circolo Tennis, Bríndisi, Itàlia (terra batuda)                           | Itàlia (1)    | 3 − 2    | Estats Units   |
| Maaspoort Sports, 's-Hertogenbosch, Països Baixos (terra batuda interior) | Països Baixos | 4 − 1    | Austràlia (2)  |
| Centrum Rekreacyjno Sportowe, Zielona Góra, Polònia (dura interior)       | Polònia (3)   | 2 − 3    | Suïssa         |
| Maurice-Richard Arena, Mont-real, Canadà (dura interior)                  | Canadà (4)    | 2 − 3    | Romania        |

## Grup Mundial II
Els partits del Grup Mundial II es van disputar el 7 i 8 de febrer de 2015. Els vencedors van accedir al Play-off del Grup Mundial, mentre que els derrotats van accedir al Play-off del Grup Mundial II.
| Seu (superfície)                                                      | Equip local   | Resultat | Equip visitant |
| --------------------------------------------------------------------- | ------------- | -------- | -------------- |
| Omnisport Apeldoorn, Apeldoorn, Països Baixos (terra batuda interior) | Països Baixos | 4 − 1    | Eslovàquia (1) |
| Pilara Tennis Club, Buenos Aires, Argentina (terra batuda)            | Argentina (2) | 1 − 4    | Estats Units   |
| Danube Arena, Galați, Romania (dura interior)                         | Romania       | 3 − 2    | Espanya (3)    |
| Helsingborg Arena, Helsingborg, Suècia (dura interior)                | Suècia        | 1 − 3    | Suïssa (4)     |

## Play-off del Grup Mundial II
Els partits del Play-off del Grup Mundial II es van disputar el 18 i 19 d'abril de 2015 i hi van participar els quatre equips perdedors del Grup Mundial II contra els quatre equips classificats provinents del Grup I dels tres sectors mundials (Amèrica, Àsia/Oceania i Europa/Àfrica). L'elecció dels caps de sèrie es va basar en el rànquing de la Copa Federació.
| Seu (superfície)                                            | Equip local    | Resultat | Equip visitant |
| ----------------------------------------------------------- | -------------- | -------- | -------------- |
| Spens Sports Center, Novi Sad, Sèrbia (dura interior)       | Sèrbia (1)     | 4 − 1    | Paraguai       |
| Aegon Arena, Bratislava, Eslovàquia (terra batuda interior) | Eslovàquia (2) | 4 − 0    | Suècia         |
| Ariake Coliseum, Tòquio (Japó) (dura interior)              | Japó (3)       | 2 − 3    | Belarús        |
| Tecnópolis, Buenos Aires, Argentina (terra batuda)          | Argentina      | 0 − 4    | Espanya (4)    |

## Sector Àfrica/Europa

### Grup I
Els partits del Grup I del sector africano-europeu es van disputar entre el 4 i el 7 de febrer de 2015 sobre pista dura interior en el Syma Event and Congress Centre de Budapest, Hongria. Dividits en tres grups de quatre països i un de tres, els vencedors dels grups es van enfrontar en una eliminatòria, i els dos vencedors van accedir al Play-off del Grup Mundial II. El mateix cas pels perdedors dels quatre grups, on els perdedors van descendir al Grup II del sector Àfrica/Europa.
Grup A
|            | Sèrbia (1) | Hongria | Àustria | V − D | Partits | Pos. |
| Sèrbia (1) |            | 2−1     | 3−0     | 2−0   | 5−1     | 1    |
| Hongria    | 1−2        |         | 3−0     | 1−1   | 4−2     | 2    |
| Àustria    | 0−3        | 0−3     |         | 0−2   | 0−6     | 3    |

Grup B
|                | Regne Unit (2) | Ucraïna | Turquia | Liechtenstein | V − D | Partits | Pos. |
| Regne Unit (2) |                | 3−0     | 1−2     | 3−0           | 2−1   | 7−2     | 1    |
| Ucraïna        | 0−3            |         | 2−1     | 3−0           | 2−1   | 5−4     | 3    |
| Turquia        | 2−1            | 1−2     |         | 3−0           | 2−1   | 6−3     | 2    |
| Liechtenstein  | 0−3            | 0−3     | 0−3     |               | 0−3   | 0−9     | 4    |

Grup C
|             | Belarús (3) | Portugal | Bulgària | Geòrgia | V − D | Partits | Pos. |
| Belarús (3) |             | 2−1      | 3−0      | 3−0     | 3−0   | 8−1     | 1    |
| Portugal    | 1−2         |          | 0−3      | 1−2     | 0−3   | 2−7     | 4    |
| Bulgària    | 0−3         | 3−0      |          | 1−2     | 1−2   | 4−5     | 3    |
| Geòrgia     | 0−3         | 2−1      | 2−1      |         | 2−1   | 4−5     | 2    |

Grup D
|             | Bèlgica (4) | Croàcia | Israel | Letònia | V − D | Partits | Pos. |
| Bèlgica (4) |             | 1−2     | 3−0    | 3−0     | 2−1   | 7−2     | 2    |
| Croàcia     | 2−1         |         | 3−0    | 2−1     | 3−0   | 7−2     | 1    |
| Israel      | 0−3         | 0−3     |        | 2−1     | 1−2   | 2−7     | 3    |
| Letònia     | 0−3         | 1−2     | 1−2    |         | 0−3   | 2−7     | 4    |

Play-offs
| Ronda          | Equip A       | Resultat | Equip B    |
| -------------- | ------------- | -------- | ---------- |
| Ascens         | Belarús       | 2 − 0    | Regne Unit |
| Ascens         | Sèrbia        | 2 − 0    | Croàcia    |
| Cinquè / Vuitè | Turquia       | 2 − 1    | Geòrgia    |
| Cinquè / Vuitè | Bèlgica       | 0 − 3    | Hongria    |
| Novè / Desè    | Bulgària      | 0 − 2    | Ucraïna    |
| Descens        | Liechtenstein | 0 − 2    | Portugal   |
| Descens        | Àustria       | 1 − 2    | Letònia    |

### Grup II
Els partits del Grup II del sector africano-europeu es van disputar entre el 4 i el 7 de febrer de 2015 sobre pista dura interior en el Tere Tenniscentre de Tallin, Estònia. Dividits en dos grups de quatre països, els dos millors classificats dels grups es van enfrontar en una eliminatòria, el primer d'un grup contra el segon de l'altre per determinar els dos països que van promocionar al Grup I del sector. El mateix cas pels dos pitjor classificats dels grups per determinar els dos països que van descendir al Grup III del sector.
Grup A
|                      | Sud-àfrica (1) | Bòsnia i Hercegovina | Egipte | Estònia | V − D | Partits | Pos. |
| Sud-àfrica (1)       |                | 2−1                  | 3−0    | 2−1     | 3−0   | 7−2     | 1    |
| Bòsnia i Hercegovina | 1−2            |                      | 1−2    | 0−3     | 0−3   | 2−7     | 4    |
| Egipte               | 0−3            | 2−1                  |        | 1−2     | 1−2   | 3−6     | 3    |
| Estònia              | 1−2            | 3−0                  | 2−1    |         | 2−1   | 6−3     | 2    |

Grup B
|               | Finlàndia (2) | Eslovènia | Irlanda | Luxemburg | V − D | Partits | Pos. |
| Finlàndia (2) |               | 0−3       | 2−1     | 3−0       | 2−1   | 5−4     | 2    |
| Eslovènia     | 3−0           |           | 2−1     | 3−0       | 3−0   | 8−1     | 1    |
| Irlanda       | 1−2           | 1−2       |         | 2−1       | 1−2   | 4−5     | 3    |
| Luxemburg     | 0−3           | 0−3       | 1−2     |           | 0−3   | 1−8     | 4    |

Play-offs
| Ronda   | Equip A              | Resultat | Equip B   |
| ------- | -------------------- | -------- | --------- |
| Ascens  | Sud-àfrica           | 2 − 0    | Finlàndia |
| Ascens  | Estònia              | 2 − 0    | Eslovènia |
| Descens | Egipte               | 2 − 1    | Luxemburg |
| Descens | Bòsnia i Hercegovina | 2 − 1    | Irlanda   |

### Grup III
Els partits del Grup III del sector africano-europeu es van disputar entre el 14 i el 18 d'abril de 2015 sobre pista dura interior en el Bellevue Stadium d'Ulcinj, Montenegro. Dividits en dos grups de quatre països i dos de cinc, els millors classificats dels grups es van enfrontar en una eliminatòria, el primer d'un grup contra el segon de l'altre per determinar els dos països que van ascendir al Grup II del sector.
Grup A
|              | Lituània (1) | Islàndia | Xipre | V − D | Partits | Pos. |
| Lituània (1) |              | 3−0      | 2−1   | 2−0   | 5−1     | 1    |
| Islàndia     | 0−3          |          | 0−3   | 0−2   | 0−6     | 3    |
| Xipre        | 1−2          | 3−0      |       | 1−1   | 4−2     | 2    |

Grup B
|                | Montenegro (2) | Armènia | Grècia | V − D | Partits | Pos. |
| Montenegro (2) |                | 1−2     | 0−3    | 0−2   | 1−5     | 3    |
| Armènia        | 2−1            |         | 0−3    | 1−1   | 2−4     | 2    |
| Grècia         | 3−0            | 3−0     |        | 2−0   | 6−0     | 1    |

Grup C
|               | Dinamarca (3) | Algèria | Noruega | V − D | Partits | Pos. |
| Dinamarca (3) |               | 3−0     | 2−1     | 2−0   | 5−1     | 1    |
| Algèria       | 0−3           |         | 1−2     | 0−2   | 1−5     | 3    |
| Noruega       | 1−2           | 2−1     |         | 1−1   | 3−3     | 2    |

Grup D
|                    | Moldàvia (4) | Macedònia del Nord | Moçambic | Namíbia | V − D | Partits | Pos. |
| Moldàvia (4)       |              | 2−1                | 3−0      | 2−1     | 3−0   | 7−2     | 1    |
| Macedònia del Nord | 1−2          |                    | 3−0      | 3−0     | 2−1   | 7−2     | 2    |
| Moçambic           | 0−3          | 0−3                |          | 0−3     | 0−3   | 0−9     | 4    |
| Namíbia            | 1−2          | 0−3                | 3−0      |         | 1−2   | 4−5     | 3    |

Play-offs
| Ronda        | Equip A        | Resultat | Equip B            |
| ------------ | -------------- | -------- | ------------------ |
| Ascens       | Lituània (1)   | 2 − 1    | Moldàvia (4)       |
| Ascens       | Grècia         | 0 − 2    | Dinamarca (3)      |
| Cinquè/Vuitè | Xipre          | 1 − 2    | Macedònia del Nord |
| Cinquè/Vuitè | Armènia        | 0 − 3    | Noruega            |
| Novè/Dotzè   | Islàndia       | 0 − 3    | Namíbia            |
| Novè/Dotzè   | Montenegro (2) | 0 − 3    | Algèria            |
| Tretzè       | Moçambic       |          |                    |

## Sector Amèrica

### Grup I
Els partits del Grup I del sector americà es van disputar entre el 4 i el 7 de febrer de 2015 sobre pista dura interior de La Loma Sports Centre a San Luis Potosí, Mèxic. Dividits en dos grups de tres i quatre països, els vencedors dels grups es van enfrontar en una eliminatòria per determinar el país que va accedir al Play-off del Grup Mundial II. Els dos equips pitjor classificats dels grups es van enfrontar en una eliminatòria, on els perdedors van descendir al Grup II del sector Amèrica.
Grup A
|            | Brasil (1) | Colòmbia | Xile | V − D | Partits | Pos. |
| Brasil (1) |            | 2−1      | 3−0  | 2−0   | 5−1     | 1    |
| Colòmbia   | 1−2        |          | 2−1  | 1−1   | 3−3     | 2    |
| Xile       | 0−3        | 1−2      |      | 0−2   | 1−5     | 3    |

Grup B
|              | Paraguai (2) | Veneçuela | Mèxic | Bolívia | V − D | Partits | Pos. |
| Paraguai (2) |              | 3−0       | 2−1   | 3−0     | 3−0   | 8−1     | 1    |
| Veneçuela    | 0−3          |           | 0−3   | 1−2     | 0−3   | 1−8     | 4    |
| Mèxic        | 1−2          | 3−0       |       | 2−1     | 2−1   | 6−3     | 2    |
| Bolívia      | 0−3          | 2−1       | 1−2   |         | 1−2   | 3−6     | 3    |

Play-offs
| Ronda   | Equip A  | Resultat | Equip B   |
| ------- | -------- | -------- | --------- |
| Ascens  | Brasil   | 1 − 2    | Paraguai  |
| Descens | Colòmbia | 2 − 0    | Veneçuela |
| Descens | Xile     | 0 − 2    | Bolívia   |

### Grup II
Els partits del Grup II del sector americà es van disputar entre el 24 i el 27 de juny de 2015  al Centro Nacional de Tenis de Santo Domingo Este, República Dominicana. Dividits en tres grups de tres i un de quatre països, els vencedors dels grups es van enfrontar en una eliminatòria per determinar els dos països que van ascendir al Grup I del sector americà.
Grup A
|             | Equador (1) | Barbados | Uruguai | V − D | Partits | Pos. |
| Equador (1) |             | 3−0      | 3−0     | 2−0   | 6−0     | 1    |
| Barbados    | 0−3         |          | 2−1     | 1−1   | 2−4     | 2    |
| Uruguai     | 0−3         | 1−2      |         | 0−2   | 1−5     | 3    |

Grup B
|                   | Bahames (2) | Costa Rica | Trinitat i Tobago | V − D | Partits | Pos. |
| Bahames (2)       |             | 1−2        | 0−3               | 0−2   | 1−5     | 3    |
| Costa Rica        | 2−1         |            | 1−2               | 1−1   | 3−3     | 2    |
| Trinitat i Tobago | 3−0         | 2−1        |                   | 2−0   | 5−1     | 1    |

Grup C
|                          | República Dominicana (3) | Perú | Hondures | V − D | Partits | Pos. |
| República Dominicana (3) |                          | 1−2  | 3−0      | 1−1   | 4−2     | 2    |
| Perú                     | 2−1                      |      | 3−0      | 2−0   | 5−1     | 1    |
| Hondures                 | 0−3                      | 0−3  |          | 0−3   | 0−6     | 3    |

Grup D
|               | Guatemala (4) | Puerto Rico | Bermudes | V − D | Partits | Pos. |
| Guatemala (4) |               | 2−1         | 3−0      | 2−0   | 5−1     | 1    |
| Puerto Rico   | 1−2           |             | 3−0      | 1−1   | 4−2     | 2    |
| Bermudes      | 0−3           | 0−3         |          | 0−3   | 0−6     | 3    |

Play-offs
| Ronda          | Equip A           | Resultat | Equip B                  |
| -------------- | ----------------- | -------- | ------------------------ |
| Ascens         | Equador (1)       | 2 − 0    | Guatemala (4)            |
| Ascens         | Trinitat i Tobago | 0 − 2    | Perú                     |
| Cinquè / Vuitè | Barbados          | 1 − 2    | Puerto Rico              |
| Cinquè / Vuitè | Costa Rica        | 1 − 2    | República Dominicana (3) |
| Novè / Dotzè   | Uruguai           | 2 − 0    | Hondures                 |
| Novè / Dotzè   | Bahames (2)       | 2 − 1    | Bermudes                 |

## Sector Àsia/Oceania

### Grup I
Els partits del Grup I del sector asiàtico-oceànic es van disputar entre el 4 i el 7 de febrer de 2015 sobre pista dura interior al Guangdong Olympic Sports Centre de Canton, Xina. Dividits en dos grups de quatre països, els vencedors dels grups es van enfrontar en una eliminatòria per determinar el país que va accedir al Play-off del Grup Mundial II. Els dos equips pitjor classificats dels grups es van enfrontar en una eliminatòria, on els perdedors van descendir al Grup II del sector Àsia/Oceania.
Grup A
|               | Japó (1) | Uzbekistan | Hong Kong | Corea del Sud | V − D | Partits | Pos. |
| Japó (1)      |          | 3−0        | 3−0       | 3−0           | 3−0   | 9−0     | 1    |
| Uzbekistan    | 0−3      |            | 3−0       | 1−2           | 1−2   | 4−5     | 3    |
| Hong Kong     | 0−3      | 0−3        |           | 0−3           | 0−3   | 0−9     | 4    |
| Corea del Sud | 0−3      | 2−1        | 3−0       |               | 2−1   | 5−4     | 2    |

Grup B
|                      | Tailàndia (2) | Kazakhstan | R.P. de la Xina | República de la Xina | V − D | Partits | Pos. |
| Tailàndia (2)        |               | 0−2        | 1−2             | 2−1                  | 1−2   | 3−5     | 3    |
| Kazakhstan           | 2−0           |            | 2−1             | 2−1                  | 3−0   | 6−2     | 1    |
| R.P. de la Xina      | 2−1           | 1−2        |                 | 2−1                  | 2−1   | 5−4     | 2    |
| República de la Xina | 1−2           | 1−2        | 1−2             |                      | 0−3   | 3−6     | 4    |

Play-offs
| Ronda          | Equip A         | Resultat | Equip B              |
| -------------- | --------------- | -------- | -------------------- |
| Ascens         | Japó            | 2 − 0    | Kazakhstan           |
| Tercer / Quart | R.P. de la Xina | 1 − 2    | Corea del Sud        |
| Cinquè / Sisè  | Tailàndia       | 2 − 0    | Uzbekistan           |
| Descens        | Hong Kong       | 1 − 2    | República de la Xina |

### Grup II
Els partits del Grup II del sector asiàtico-oceànic es van disputar entre el 13 i el 19 d'abril de 2015 sobre pista dura interior al SAAP Tennis Complex de Hyderabad, Índia. Dividits en tres grups de tres països i un de dos, els vencedors dels grups es van enfrontar en una eliminatòria per determinar el país que va accedir al grup I del sector asiàtic.
Grup A
|               | Filipines (1) | Singapur | V − D | Partits | Pos. |
| Filipines (1) |               | 3−0      | 1−0   | 3−0     | 1    |
| Singapur      | 0−3           |          | 0−1   | 0−3     | 2    |

Grup B
|                  | Turkmenistan (2) | Iran | Kirguizstan | V − D | Partits | Pos. |
| Turkmenistan (2) |                  | 3−0  | 3−0         | 2−0   | 6−0     | 1    |
| Iran             | 0−3              |      | 3−0         | 1−1   | 3−3     | 2    |
| Kirguizstan      | 0−3              | 0−3  |             | 0−2   | 0−6     | 3    |

Grup C
|           | Índia (3) | Malàisia | Pakistan | V − D | Partits | Pos. |
| Índia (3) |           | 3−0      | 3−0      | 2−0   | 6−0     | 1    |
| Malàisia  | 0−3       |          | 3−0      | 1−1   | 3−3     | 2    |
| Pakistan  | 0−3       | 0−3      |          | 0−2   | 0−6     | 3    |

Grup D
|                 | Indonèsia (4) | Pacific Oceania | Sri Lanka | V − D | Partits | Pos. |
| Indonèsia (4)   |               | 3−0             | 3−0       | 2−0   | 6−0     | 1    |
| Pacific Oceania | 0−3           |                 | 3−0       | 1−1   | 3−3     | 2    |
| Sri Lanka       | 0−3           | 0−3             |           | 0−2   | 0−6     | 3    |

Play-offs
| Ronda          | Ronda          | Equip A          | Resultat | Equip B         |
| -------------- | -------------- | ---------------- | -------- | --------------- |
| Ascens         | 2R             | Filipines (1)    | 1 − 2    | Índia (3)       |
| Ascens         | 1R             | Filipines (1)    | 2 − 1    | Indonèsia (4)   |
| Ascens         | 1R             | Turkmenistan (2) | 0 − 2    | Índia (3)       |
| Cinquè / Vuitè | Cinquè / Vuitè | Singapur         | 0 − 3    | Pacific Oceania |
| Cinquè / Vuitè | Cinquè / Vuitè | Iran             | 0 − 2    | Malàisia        |
| Novè / Desè    | Novè / Desè    | Kirguizstan      | 0 − 2    | Pakistan        |
| Onzè           | Onzè           | Sri Lanka        |          |                 |

## Resum
| Grup            | Grup      | Països                                             |
| --------------- | --------- | -------------------------------------------------- |
| Grup Mundial    | Campió    | Txèquia                                            |
| Grup Mundial    | Finalista | Rússia                                             |
| Grup Mundial    | Descens   | Austràlia, Canadà, Polònia                         |
| Grup Mundial II | Ascens    | Països Baixos, Romania, Suïssa                     |
| Grup Mundial II | Descens   | Suècia                                             |
| Grup I          | Ascens    | Belarús, Sèrbia                                    |
| Grup I          | Descens   | Àustria, Hong Kong, Liechtenstein, Veneçuela, Xile |
| Grup II         | Ascens    | Equador, Estònia, Índia, Perú, Sud-àfrica          |
| Grup II         | Descens   | Irlanda, Luxemburg                                 |
| Grup III        | Ascens    | Dinamarca, Lituània                                |

## Rànquing
| Rànquing de la Copa Federació ITF 2015 (16/11/2015) | Rànquing de la Copa Federació ITF 2015 (16/11/2015) | Rànquing de la Copa Federació ITF 2015 (16/11/2015) | Rànquing de la Copa Federació ITF 2015 (16/11/2015) | Rànquing de la Copa Federació ITF 2015 (16/11/2015) | Rànquing de la Copa Federació ITF 2015 (16/11/2015) |
| Pos.                                                | País                                                | Punts                                               | Eliminatòries                                       | Ant.                                                | Mov.                                                |
| --------------------------------------------------- | --------------------------------------------------- | --------------------------------------------------- | --------------------------------------------------- | --------------------------------------------------- | --------------------------------------------------- |
| 1.                                                  | Txèquia                                             | 32.980,00                                           | 11                                                  | 1                                                   | =                                                   |
| 2.                                                  | Rússia                                              | 18.145,00                                           | 10                                                  | 3                                                   | 1                                                   |
| 3.                                                  | Itàlia                                              | 15.580,00                                           | 9                                                   | 2                                                   | 1                                                   |
| 4.                                                  | Alemanya                                            | 13.840,00                                           | 9                                                   | 4                                                   | =                                                   |
| 5.                                                  | França                                              | 7.817,50                                            | 8                                                   | 9                                                   | 4                                                   |
| 6.                                                  | Països Baixos                                       | 5.922,50                                            | 15                                                  | 17                                                  | 11                                                  |
| 7.                                                  | Romania                                             | 5.912,50                                            | 15                                                  | 16                                                  | 9                                                   |
| 8.                                                  | Suïssa                                              | 5.675,00                                            | 8                                                   | 13                                                  | 5                                                   |
| 9.                                                  | Austràlia                                           | 5.122,50                                            | 8                                                   | 5                                                   | 4                                                   |
| 10.                                                 | Sèrbia                                              | 4.870,00                                            | 11                                                  | 6                                                   | 4                                                   |